# 国際バスケットボール連盟
国際バスケットボール連盟（こくさいバスケットボールれんめい、Fédération Internationale de Basketball、略称FIBA [ˈfiːbə]）は、バスケットボール（5人制、3x3）の国際競技連盟である。

## 概要
FIBAという略称は、元の名称「国際アマチュアバスケットボール連盟」(Fédération Internationale de Basketball Amateur)の略称に由来する。1989年に「アマチュア」(Amateur)という単語が名称から外されたが、"BA"は"Basketball"の最初の2文字を表すものとして、略称はそのままとされている。
FIBAは、バスケットボールのルールを策定、国際競技会の開催、国を越えた選手の移籍の規制、国際審判員の任命の管理を行っている。現在、合計213の国内競技連盟が加盟しており、これは国際サッカー連盟(FIFA)の211協会をも上回る数字である。但し、2020年6月11日時点のFIBAランキングは、男子が168協会、女子が124協会である。日本バスケットボール協会の加盟は1936年。1989年以降、アフリカ・アメリカ・アジア・ヨーロッパ・オセアニアの5つの大陸連盟が組織されている。
FIBAは、IOCの公認である男女のFIBA世界オリンピック予選トーナメントと夏季オリンピックバスケットボールトーナメントの両方を開催している。
4年に1度、男子ナショナルチームの世界大会であるFIBAバスケットボール・ワールドカップを開催しており、優勝チームには、バスケットボールの発案者ジェームズ・ネイスミスに因んで名付けられたネイスミス・トロフィーが贈られる。この大会は、1970年から2014年までFIFAワールドカップと同じ年に開催されていたが、2019年以降はその翌年の開催となる。女子ナショナルチームの大会であるFIBA女子バスケットボール・ワールドカップも4年に1度開催され、1986年から2014年までは男子の大会と同じ年に別の国で開催された。2018年以降もFIFAワールドカップと同じ年に開催される。
2009年にFIBAは、2010年7月に男女それぞれの12チームによるFIBA U17バスケットボール・ワールドカップ、2010年10月に8チームによるFIBA世界クラブ選手権を開催することを発表した。ただし、FIBA世界クラブ選手権は開催されず、その代わりに1996年まで開催されていた男子チームのみのFIBAインターコンチネンタルカップを2013年から再開した。
2011年には3x3のナショナルチームの大会であるFIBA 3x3 U-18世界選手権を開催し、翌2012年からはFIBA 3x3世界選手権（現 FIBA 3x3ワールドカップ）を開催している。どちらも、当初は男子・女子の他に混合チームのトーナメントがあったが、現在は行われていない。3x3 U-18世界選手権は32チーム、3x3ワールドカップは24チームが参加し、偶数年に開催される。

## 歴史

FIBAの5つの大陸連盟

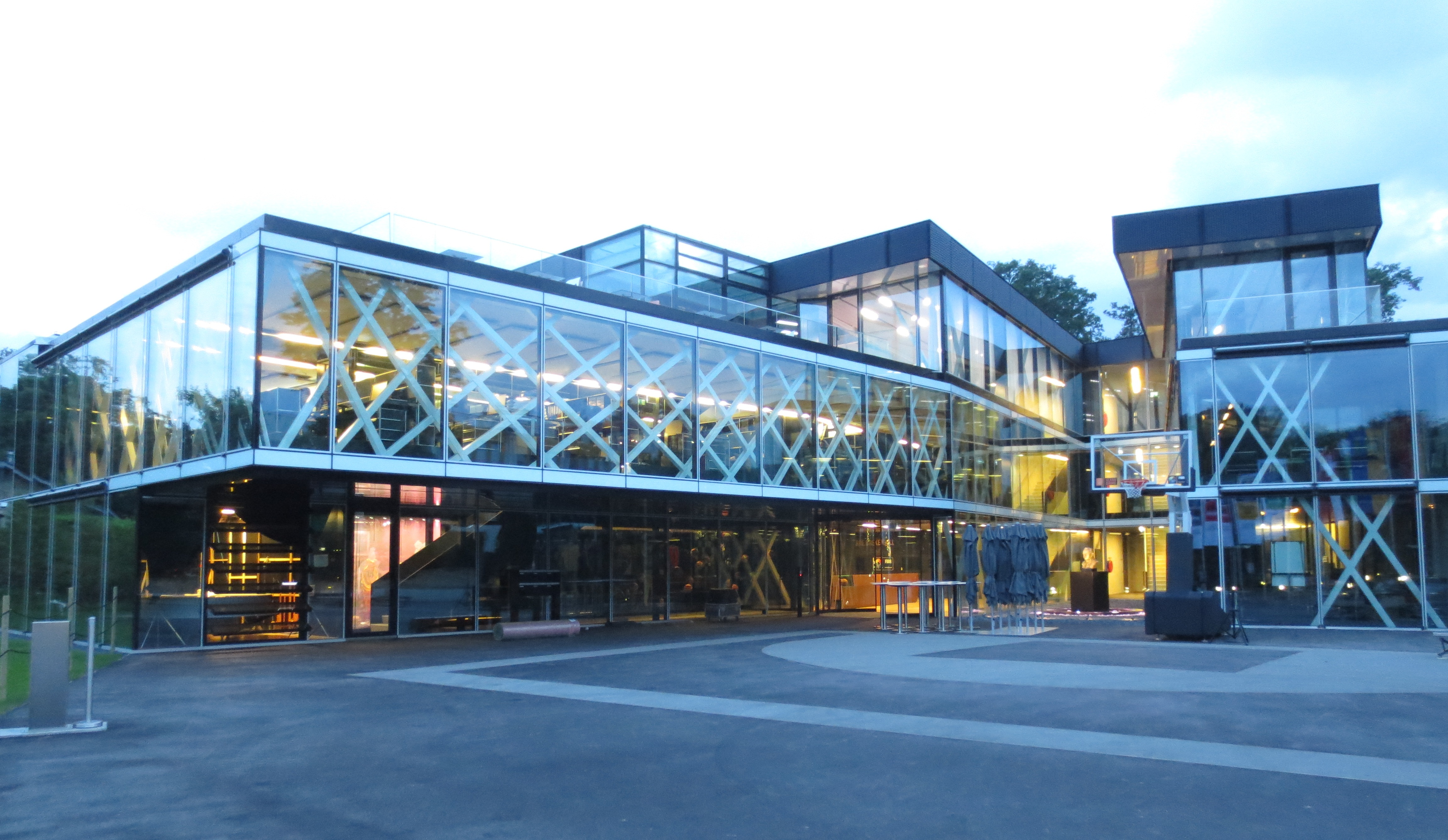
ミーのFIBA本部

1930年にバスケットボールがオリンピックの正式種目となることが決定し、その2年後の1932年にスイスのジュネーブでFIBAが設立された。当時の名称はFédération internationale de basket-ball amateur（国際アマチュアバスケットボール連盟）だった。原加盟国はアルゼンチン、チェコスロバキア、ギリシャ、イタリア、ラトビア、ポルトガル、ルーマニア、スイスの8ヶ国であった。1936年ベルリンオリンピックにおいて、バスケットボールの創設者であるジェームズ・ネイスミスをFIBAの名誉会長に任命した。
1950年からは男子の、1953年からは女子のワールドカップ（当初は世界選手権）を開催している。1986年から2014年までは、どちらの大会も4年ごとに、夏季オリンピックの2年後に開催された。2015年以降は男子の大会のみ1年ずらされ、夏季オリンピックの前年に開催されることとなった。
1989年4月7日、1988-89シーズンのFIBAヨーロピアンカップ終了後にミュンヘンで開催された特別総会で、FIBA加盟国は56対13の票決で、ワールドカップやオリンピックなどの国際大会にNBA選手が参加することを認めることを決定した。
FIBAの本部は、1956年にミュンヘンに移転し、2002年にジュネーブに戻った。1991年にFIBA殿堂が設立された。2013年に、FIBAはミー（ミース）の新しい本部に移転した。2020年東京オリンピックから3x3が正式種目となった。

### 歴代会長
| 年        | 名                                   |
| --------- | ------------------------------------ |
| 1932–1948 | レオン・ブッファード                 |
| 1948–1960 | ウィラード・N・グライム              |
| 1960–1968 | アントニオ・ドス・レイス・カルネイロ |
| 1968–1976 | アブデル・モネイム・ワハビー         |
| 1976–1984 | Gonzalo Puyat II                     |
| 1984–1990 | Robert Busnel                        |
| 1990–1998 | ジョージ・E・キリアン                |
| 1998–2002 | アブドゥライ・シェイェ・モロー       |
| 2002–2006 | () 程萬琦                            |
| 2006–2010 | ロバート・エルフィンストーン         |
| 2010–2014 | Yvan Mainini                         |
| 2014–2019 | オラシオ・ムラトーレ                 |
| 2019–現在 | ハマネ・ニアン                       |

### 歴代事務総長
| 年        | 名                             |
| --------- | ------------------------------ |
| 1932–1976 | レナト・ウィリアム・ジョーンズ |
| 1976–2003 | / ボリスラフ・スタンコビッチ   |
| 2003–2018 | パトリック・バウマン           |
| 2018–現在 | アンドレアス・ザグリス         |

## 主な主催大会
- FIBAバスケットボール・ワールドカップ（旧バスケットボール世界選手権）
- FIBA女子バスケットボール・ワールドカップ（旧女子バスケットボール世界選手権）
- FIBA U19バスケットボール・ワールドカップ（旧ジュニア世界選手権）
- FIBA U17バスケットボール・ワールドカップ
- FIBA3x3ワールドカップ（旧FIBA 3x3世界選手権）
- FIBA 3x3ワールドツアー

### 過去の大会
- バスケットボールU-21世界選手権（旧ヤングメン世界選手権・ヤングウーメン世界選手権）
- ダイヤモンドボール・トーナメント
- スタンコビッチ・コンチネンタル・チャンピオンズカップ
- クリスマス・トーナメント

### 大会結果
| 大会名                                   | 年               | 優勝             | スコア           | 準優勝           | 次回年           |
| ナショナルチーム                         | ナショナルチーム | ナショナルチーム | ナショナルチーム | ナショナルチーム | ナショナルチーム |
| ---------------------------------------- | ---------------- | ---------------- | ---------------- | ---------------- | ---------------- |
| FIBAバスケットボール・ワールドカップ     | 2019             |                  |                  |                  | 2023             |
| FIBA U19バスケットボール・ワールドカップ | 2023             |                  |                  |                  | 2025             |
| FIBA U17バスケットボール・ワールドカップ | 2022             |                  |                  |                  | 2024             |
| FIBA3x3ワールドカップ                    | 2023             |                  |                  |                  |                  |
| 女子ナショナルチーム                     |                  |                  |                  |                  |                  |
| FIBA女子バスケットボール・ワールドカップ | 2022             |                  |                  |                  | 2026             |

## FIBAランキング
FIBAでは、過去8年間の主要国際大会での成績を元に各国のナショナルチームのランキングであるFIBAランキングを発表している。詳細はFIBAランキングを参照。

## クリーンスタジアム
FIBA主催大会（大陸選手権含む）の期間中は、FIBA管理エリア（スタジアムおよび大会関連施設）内において掲げられる広告は、公式パートナー・サプライヤーの出稿するものだけに制限され、それ以外のすべての企業名が排除され、使えなくなる。そのため、FIBA主催大会で使われるすべての会場は、大会期間中に限り、通常の広告看板はすべて目隠しされ、または一時的に撤去される。この状態を「クリーンスタジアム」という。
またこのルールはネーミング・ライツを採用しているスタジアム名にも適用され、同じく一時的な名称変更（施設の正式名称などで表示）が行われる。なお、夏季オリンピックでは大会ロゴをあしらった横断幕のみが観客席最前列に掲げられており、FIBAパートナー・IOC公式スポンサーであっても広告は一切掲示できない。